# HD 55575
HD 55575 (HR 2721) es una estrella de magnitud aparente +5,55 situada en la constelación de Lince.
Se encuentra a 55,1 años luz del sistema solar.
La estrella conocida más cercana a ella es Gliese 272, distante 1,4 años luz.
HD 55575 es una enana amarilla de tipo espectral G0V.
Tiene una temperatura efectiva de 5868 ± 26 K y su luminosidad es un 55% más elevada que la luminosidad solar.
Algo más grande que el Sol, su radio es entre un 15% y un 17% mayor que el radio solar y gira sobre sí misma con una velocidad de rotación proyectada de 1,98 km/s.
No muestra actividad cromosférica.
Tampoco se ha detectado exceso en la radiación infrarroja emitida por HD 55575 ni a 24 ni a 70 μm, lo que parece descartar la presencia de una cantidad significativa de partículas de polvo alrededor de la estrella.
Su masa es un 9% inferior a la masa solar y es una estrella mucho más antigua que el Sol, con una edad en torno a los 8000 - 8200 millones de años.
HD 55575 muestra un contenido metálico, expresada en términos de abundancia relativa de hierro, netamente inferior al del Sol.
Su índice de metalicidad, [Fe/H] = -0,37, implica que la abundancia de este elemento equivale al 42% del solar.
Este empobrecimiento se pone también de manifiesto en todos los elementos evaluados, siendo menos acusado en el caso de magnesio y vanadio.
Presenta un bajo contenido de litio, si bien no tanto como el Sol, cuyo contenido en este elemento es inferior a la mayoría de las estrellas de la secuencia principal.
Al igual que la mayor parte de las estrellas de nuestro entorno, HD 55575 parece ser una estrella del disco fino.